# The Moment (álbum de Lisa Stansfield)
| Críticas profissionais | Críticas profissionais |
| Avaliações da crítica  | Avaliações da crítica  |
| Fonte                  | Avaliação              |
| ---------------------- | ---------------------- |
| allmusic               | [ 1 ]                  |

The Moment é o sexto álbum de estúdio da cantora britânica: Lisa Stansfield, lançado pela "ZTT Records" e m Setembro de 2004 no Reino Unido e em vários outros países, apenas em 2005. Ele foi relançado, em Março de 2006, numa versão deluxe, com capa dourada apropriadamente chamada de: "The Moment - Gold Edition".Essa edição incluía 2 faixas bonus e uma faixa interativa, com conteúdo extra.
O álbum foi um fracasso comercial, fazendo com que Lisa, fosse demitida da gravadora. No entanto alcançou disco de ouro na Alemanha em 2006(o primeiro disco de ouro que a Lisa conseguiu (com um álbum de estúdio) desde que seu álbum "Lisa Stansfield" foi lançado no mundo).

## Faixas
1. Easier - 4:38
2. Treat Me Like a Woman - 3:59
3. When Love Breaks Down - 4:18
4. Say It to Me Now - 4:47
5. He Touches Me - 4:36
6. Lay Your Hands on Me - 4:17
7. The Moment - 4:50
8. If I Hadn't Got You - 4:47
9. Take My Heart - 4:37
10. Love Without a Name - 3:58
11. Takes a Woman to Know - 3:37

### "The Moment - Gold Edition"
- (12) If I Hadn't Got You (Markus Gardeweg RMX) - 7:31
- (13) If I Hadn't Got You (Digitalism Dub) - 4:48

### CD-ROM section
- Treat Me Like a Woman (videoclip)
- If I Hadn't Got You (videoclip)
- Desktops
- Photo gallery